# Kockacukor

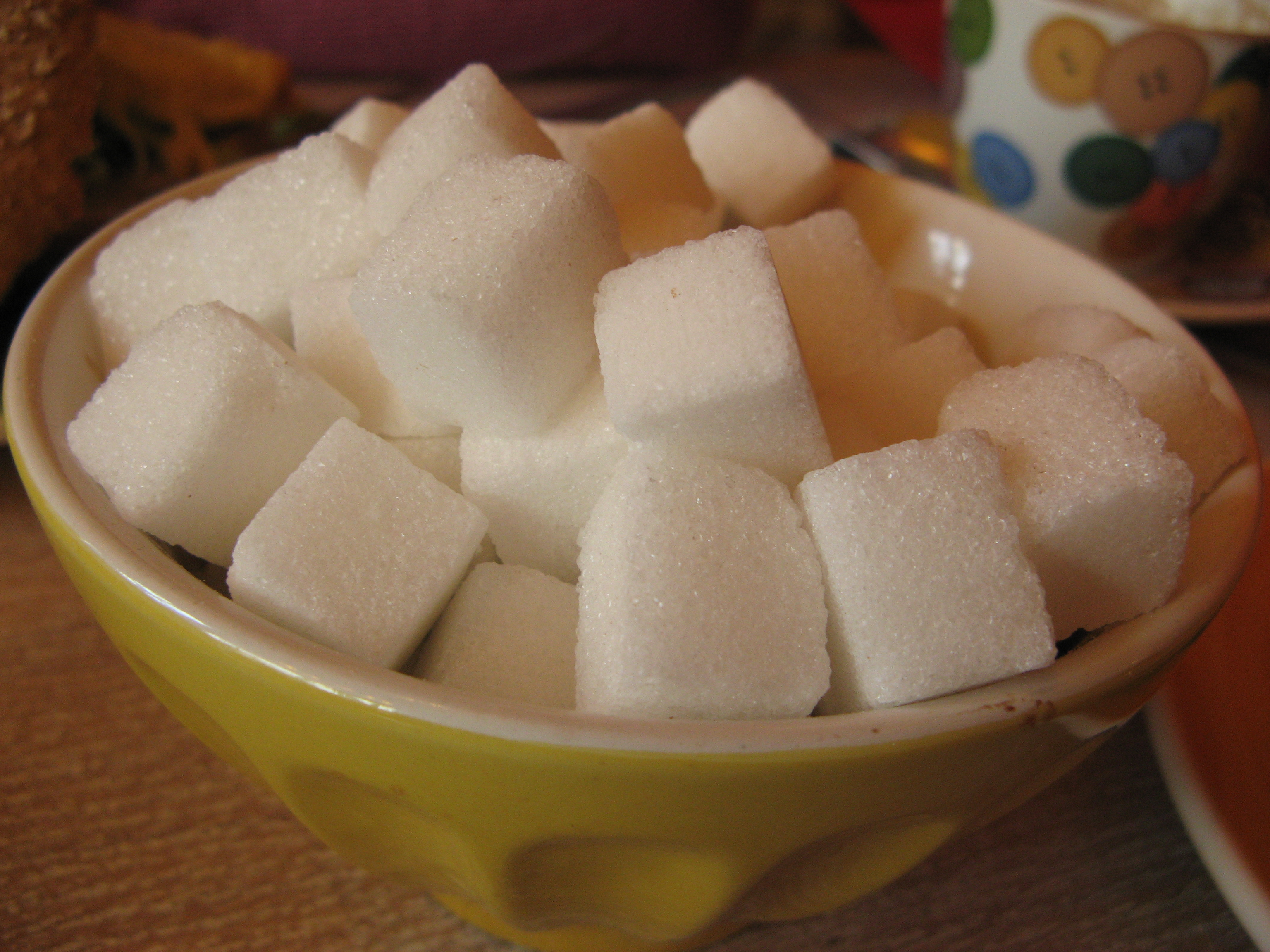
Kockacukor

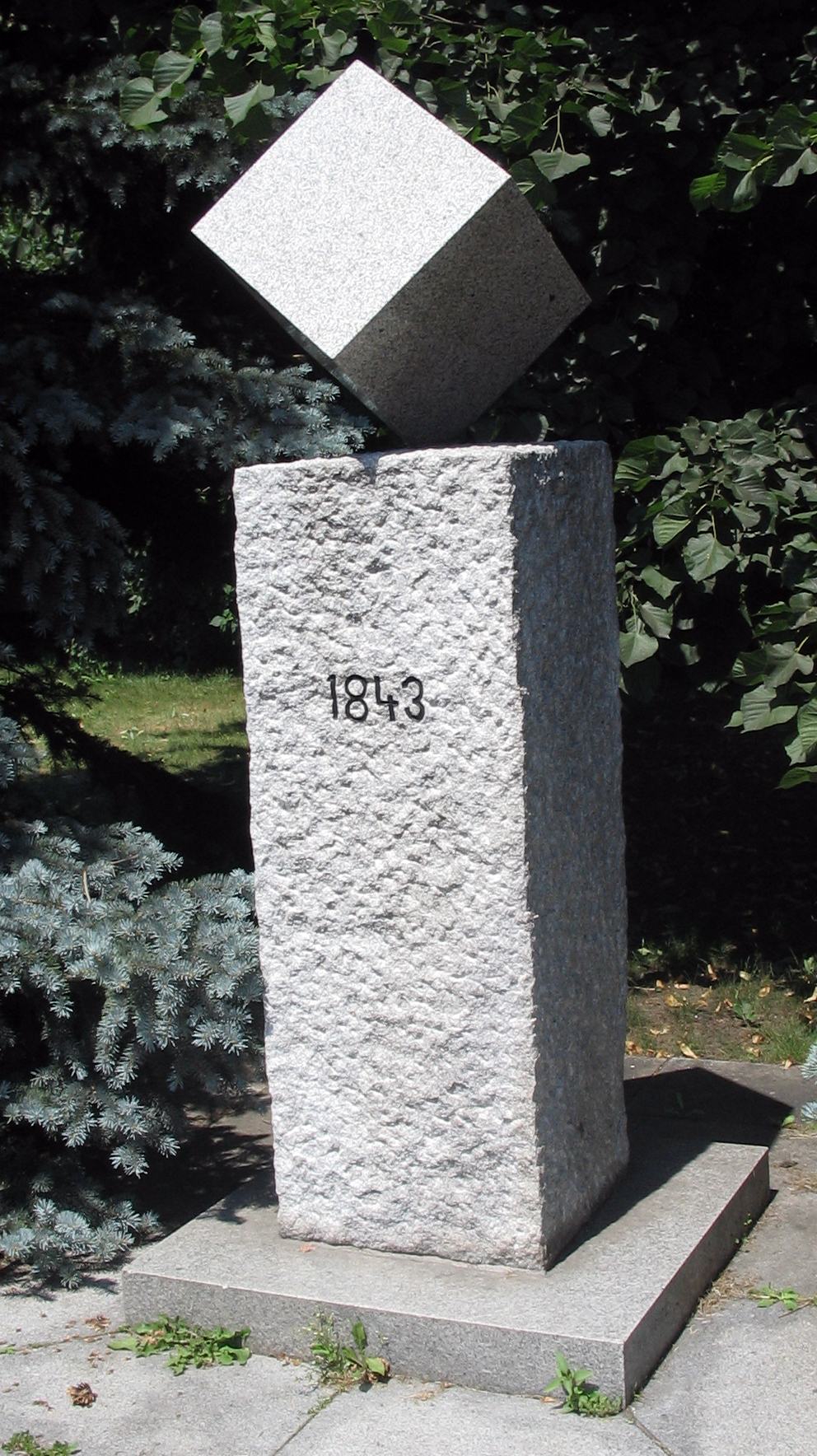
Emlékmű Dačicében

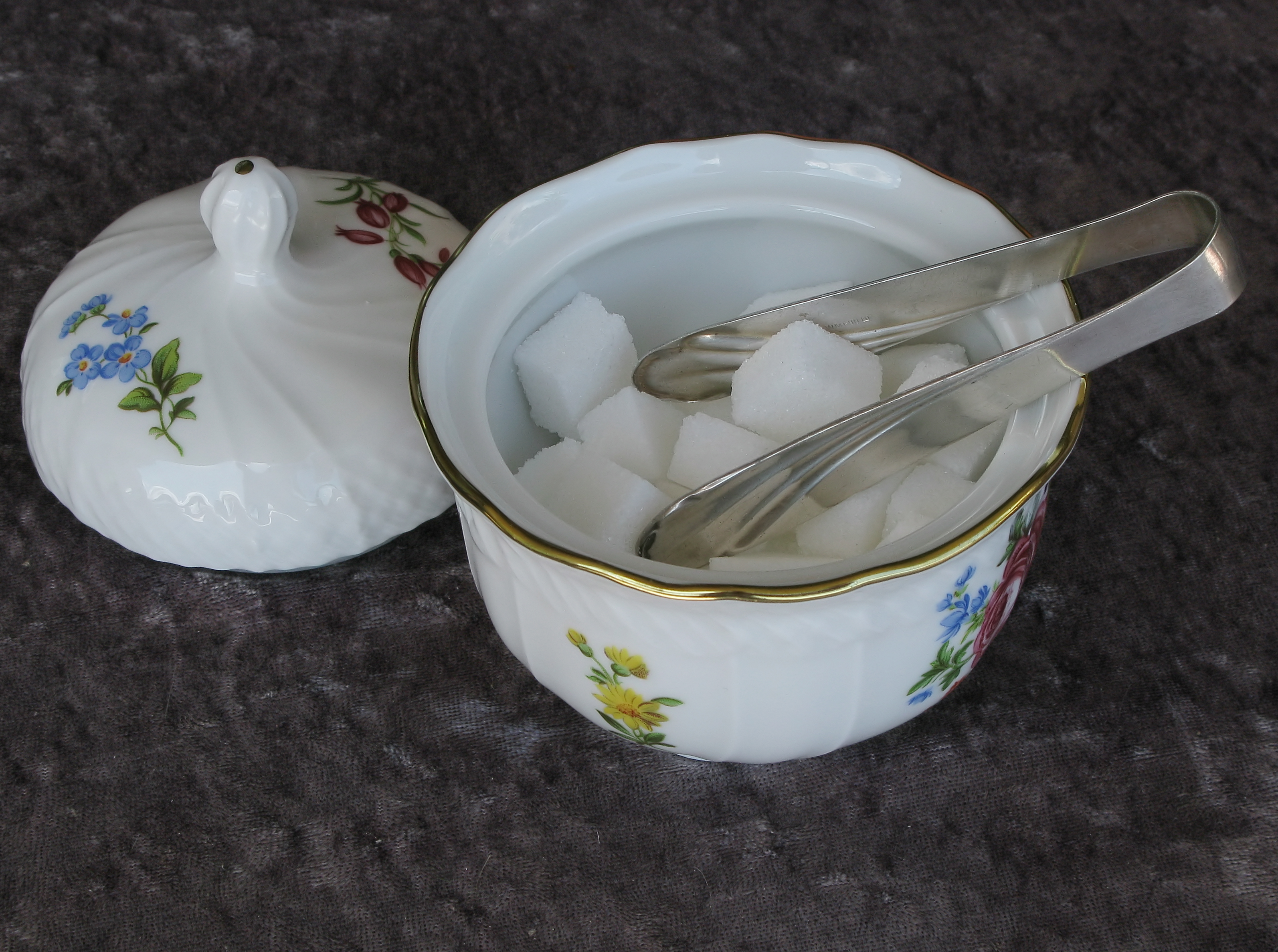
Cukortartó kockacukorral és cukorfogóval

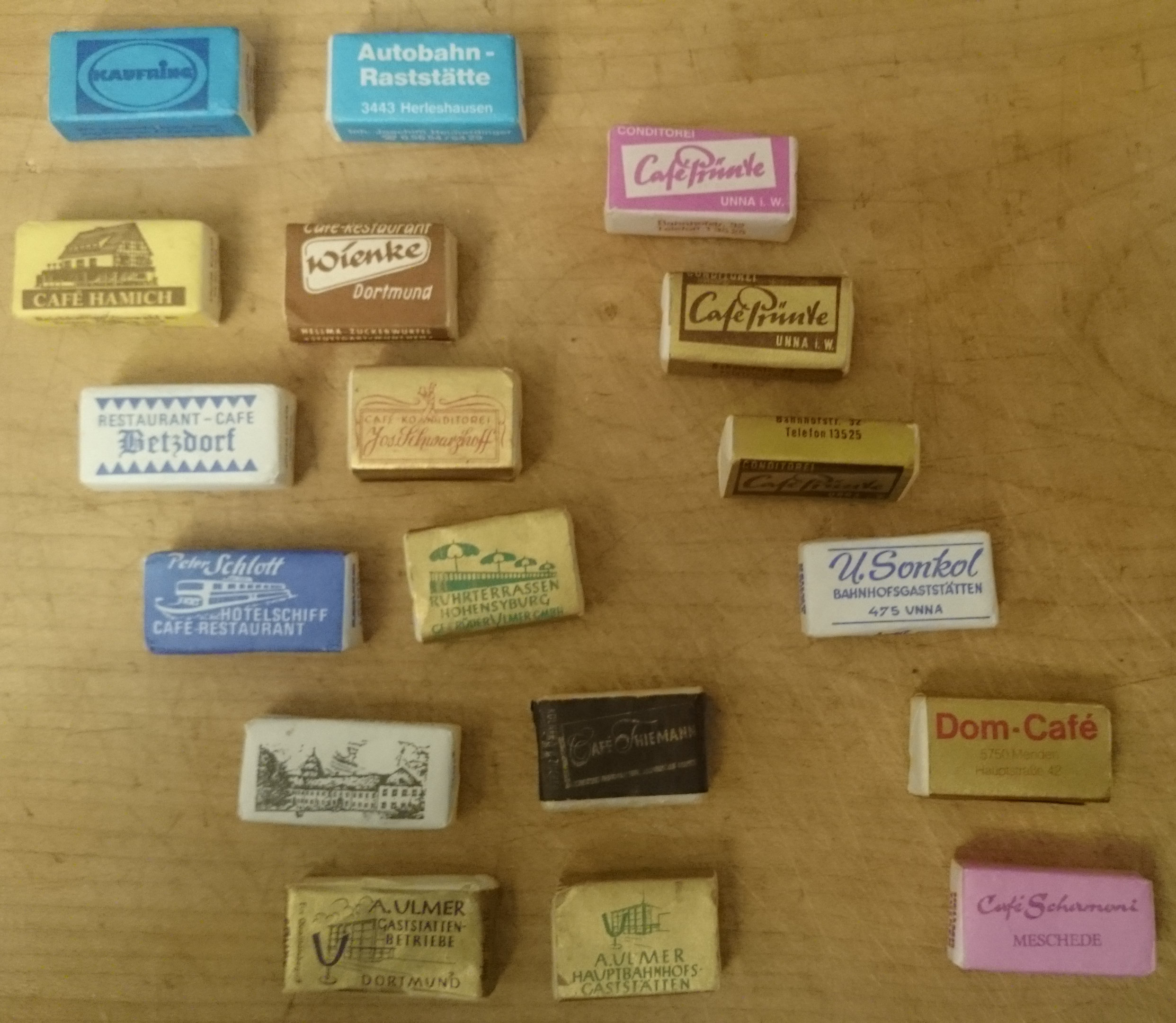
Kockacukor vendéglátóhelyek nevével

A kockacukor különálló darabokból álló cukor, amelyet préseléssel, illetve préseléssel és vágással állítanak elő kristálycukorból. A színe lehet fehér vagy barna, az alakja általában téglatest, de reklámcélokra gyártanak a francia kártya színeivel (pikk, kőr, káró, treff) megegyező keresztmetszetűeket is.

## Története
Feltalálója Jakob Christof Rad svájci születésű morvaországi iparos volt, aki a dačicei (német nevén Datschitz) cukorgyárban már 1840 körül kísérleteket folytatott a kockacukor előállítására, és 1843-ban privilégiumot jegyeztetett be a gépi előállítású kockacukorra. A dačicei kockacukor még ebben az évben kereskedelmi forgalomba került teacukor illetve kockacukor néven.
Magyarországon már a 19. század végén léteztek kockagyártó kapacitások, például az 1889-ben alapított szerencsi cukorgyár már működésének kezdetén, a selypi cukorgyár 1905-től kezdve gyártott kockacukrot. A második világháború előtt a kockacukrot faládákban forgalmazták, hogy megakadályozzák a törmelékesedést. Az 1950-es években ösztönözték a magas hozzáadott értékű termékek, így a kockacukor gyártását, azonban a ládahiány és a magas csomagolási költségek miatt papírzsákokat használtak. A papírzsákokban azonban a kockák összetörtek, így a kockagyártás visszaszorult. 1958-tól kezdve elsősorban kisméretű mokkacukor készült, amelynek a kereslete a feketekávé-fogyasztás elterjedésével párhuzamosan emelkedett.

## Előállítása
A gyártásból kikerülő finomított kristálycukor egy rázóra kerül, ahonnan serleges felvonó viszi a kockaprés feletti elosztóra. Az elosztó előtt egy gombóctörő számolja fel a cukorban keletkezett csomókat. Az elosztóról a forgó présasztal rúd alakú mélyedéseibe töltődik a cukor, itt történik a cukorrudak préselése. Az asztalt és a présfejeket minden préselés után egy törlőberendezés tisztítja. A normál méretű rúd keresztmetszete 22×26 mm, a mokkacukorhoz 12,7×12,7 mm, a rudak hossza mindkét esetben 188 mm. A cukorrudak nedvességtartalma még 1-1,5%, ezért szárításukra van szükség. A megszárított rudakat vágógépekkel megfelelő nagyságú darabokra tördelik.

## Felhasználása
A kockacukor lényege, hogy egységnyi mennyiségű cukor álljon rendelkezésre, amivel mindenki ízlése szerint édesítheti a kávét vagy a teát, mivel ömlesztett kristálycukor esetén könnyű elvéteni az arányt, ezen kívül a lehulló cukor könnyen szét is szóródhat. A kockacukrot általában porcelánból vagy üvegből készült cukortartóban szokás szervírozni, amiből cukorcsipesszel illik kivenni a cukordarabokat.